# Peter Hobbs
Peter Hobbs (Étretat, 19 gennaio 1918 – Santa Monica, 2 gennaio 2011) è stato un attore statunitense.

## Biografia
Hobbs nacque a Étretat, in Francia, da Austin L. Hobbs e Mabel Foote, ma crebbe a New York City. Frequentò la Solebury School nella Contea di Bucks in Pennsylvania e si laureò al Bard College di New York. Partecipò alla seconda guerra mondiale.
Hobbs apparve come ospite in due episodi di Perry Mason. Recitò anche in Barney Miller, Lou Grant, La strana coppia, Doris Day Show, Il mio amico Arnold, L'albero delle mele, California e F.B.I..
I suoi crediti cinematografici includono ruoli in Andromeda (1971), Il dormiglione (1973), The Lady in Red (1979), Quattro passi sul lenzuolo (1980), Fai come ti pare (1980) e Ho perso la testa per un cervello (1983).
L'attore morì nella sua casa di Santa Monica, California, il 2 gennaio 2011, a 92 anni dopo una breve malattia

## Filmografia parziale

### Cinema
- La tragedia di Harlem (Lost Boundaries), regia di Alfred L. Werker (1949) - non accreditato
- Contratto per uccidere (The Killers), regia di Don Siegel (1964)
- Squadra d'emergenza (The New Interns), regia di John Rich (1964)
- Scusa, me lo presti tuo marito? (Good Neighbor Sam), regia di David Swift (1964)
- Minuto per minuto senza respiro (Daddy's Gone A-Hunting), regia di Mark Robson (1969)
- The Girl Who Knew Too Much, regia di Francis Lyon (1969)
- Andromeda (The Andromeda Strain), regia di Robert Wise (1971)
- Star Spangled Girl, regia di Jerry Paris (1971)
- The Steagle, regia di Paul Sylbert (1971)
- Heavy Traffic, regia di Ralph Bakshi (1973) - voce
- Il dormiglione (Sleeper), regia di Woody Allen (1973)
- Le nove vite di Fritz il gatto (The Nine Lives of Fritz the Cat), regia di Robert Taylor (1974) - voce
- Wizards, regia di Ralph Bakshi (1977) - voce
- The Lady in Red, regia di Lewis Teague (1979)
- Quattro passi sul lenzuolo (Loving Couples), regia di Jack Smight (1980)
- Fai come ti pare (Any Which Way You Can), regia di Buddy Van Horn (1980)
- Dalle 9 alle 5... orario continuato (Nine to Five), regia di Colin Higgins (1980)
- Ho perso la testa per un cervello (The Man with Two Brains), regia di Carl Reiner (1983)
- Nickel Mountain, regia di Drew Denbaum (1984)
- The Next One (1984)
- In the Mood, regia di Phil Alden Robinson (1984)
- Don, un cavallo per amico (Hot to Trot), regia di Michael Dinner (1988)

### Televisione
- Ben Casey – serie TV, episodio 3x11 (1963)
- F.B.I. (The F.B.I.) – serie TV, 8 episodi (1966-1968)
- La strana coppia (The Odd Couple) – serie TV, 4 episodi (1972-1975)
- Death Sentence – film TV, regia di E.W. Swackhamer (1974)
- Barney Miller – serie TV, 6 episodi (1977-1980)
- Lou Grant – serie TV, 4 episodi (1977-1981)
- Il mio amico Arnold (Diff'rent Strokes) – serie TV (1979-1985)
- Scout's Honor, regia di Henry Levin – film TV (1980)
- L'incredibile Hulk (The Incredible Hulk) – serie TV, episodio 4x14 (1981)
- California (Knots Landing) – serie TV, 4 episodi (1981-1984)
- Beyond Witch Mountain – film TV, regia di Robert Day (1982)
- L'albero delle mele (The Facts of Life) – serie TV (1983)
- Cuore e batticuore (Hart to Hart) – serie TV, episodio 3x03 (1983)
- Hazzard (The Dukes of Hazzard) – serie TV, un episodio (1983)
- Hunter – serie TV, episodio 2x14 (1986)

## Doppiatori italiani
Nelle versioni in italiano delle opere in cui ha recitato, Peter Hobbs è stato doppiato da:
- Gualtiero De Angelis in Scusa, me lo presti tuo marito?
- Ettore Conti in Doris Day Show
- Mario Bardella in Happy Days
- Mario Feliciani in Dalle 9 alle 5... orario continuato
- Giuseppe Fortis in Ho perso la testa per un cervello